# Letto matrimoniale
Letto matrimoniale (The Fourposter) è un film del 1952 diretto da Irving Reis.

## Trama
New York, 1897. John e Abby si sono appena sposati e iniziano, in un ambiente modesto, la loro vita coniugale. John è un insegnante ma la sua ambizione è di diventare uno scrittore. Mentre lui si dà da fare inviando, pur senza successo, i suoi manoscritti alle case editrici, Abby si dedica alla casa e alla famiglia e presto nasce il primo bambino. John è sempre più preda del suo egocentrismo e, dopo l'ennesimo rifiuto da una casa editrice, dà fuoco ai suoi manoscritti, ma la moglie, intelligente e comprensiva, lo consola e gli suggerisce di scrivere ciò che sa, piuttosto che ciò che pensa. Il consiglio si rivela utile e John si rivela un romanziere di talento. Passano gli anni e a un certo punto John confessa alla moglie di aver trovato un'altra donna e di essersene innamorato. Abby reagisce d'impulso, cacciando il marito dalla camera da letto, ma poi tutto si accomoda e i due si riconciliano. 
In Europa scoppia la guerra e i due coniugi sono preoccupati per il figlio maggiore che parte per il fronte in Francia. John cerca di alleviare il dolore di Abby quando questa apprende della morte del ragazzo, ma i due si allontanano sempre di più. Qualche anno più tardi, quando la seconda figlia si sposa, è Abby che prende una sbandata per un giovane poeta; John, per risolvere la crisi, propone alla moglie un secondo viaggio di nozze, questa volta a Parigi. 
Passano ancora alcuni anni e i due anziani coniugi vivono di ricordi, ma la salute di Abby è minacciata da una grave malattia. John la invita a brindare al suo ultimo successo letterario, ma mentre Abby prende il bicchiere, lui la blocca e le confessa di aver avvelenato la bevanda: non potendo vivere senza di lei, aveva progettato di morire insieme senza soffrire. Abby lo rassicura, sarà sempre insieme a lui. Anche dopo la sua morte infatti, John continua a ricevere da lei ispirazione per scrivere romanzi e a vincere premi letterari ma fa sempre più fatica a scrivere fino a quando non capisce che è arrivato il momento di ricongiungersi a lei. 

## Riconoscimenti
- 14ª Mostra internazionale d'arte cinematografica di Venezia
  - Miglior interpretazione femminile (Lilli Palmer)